# −2 (tal)
−2 (minus två) är det negativa heltal som följer −3 och följs av −1.

## Inom matematiken
Talet −2 definieras som den additiva inversen till 2, det vill säga det tal vars summa med 2 är lika med 0.

## Användning
- SI-prefixet centi-, 10−2
- Storheten acceleration, m∙s−2